# Marsalforn Tower

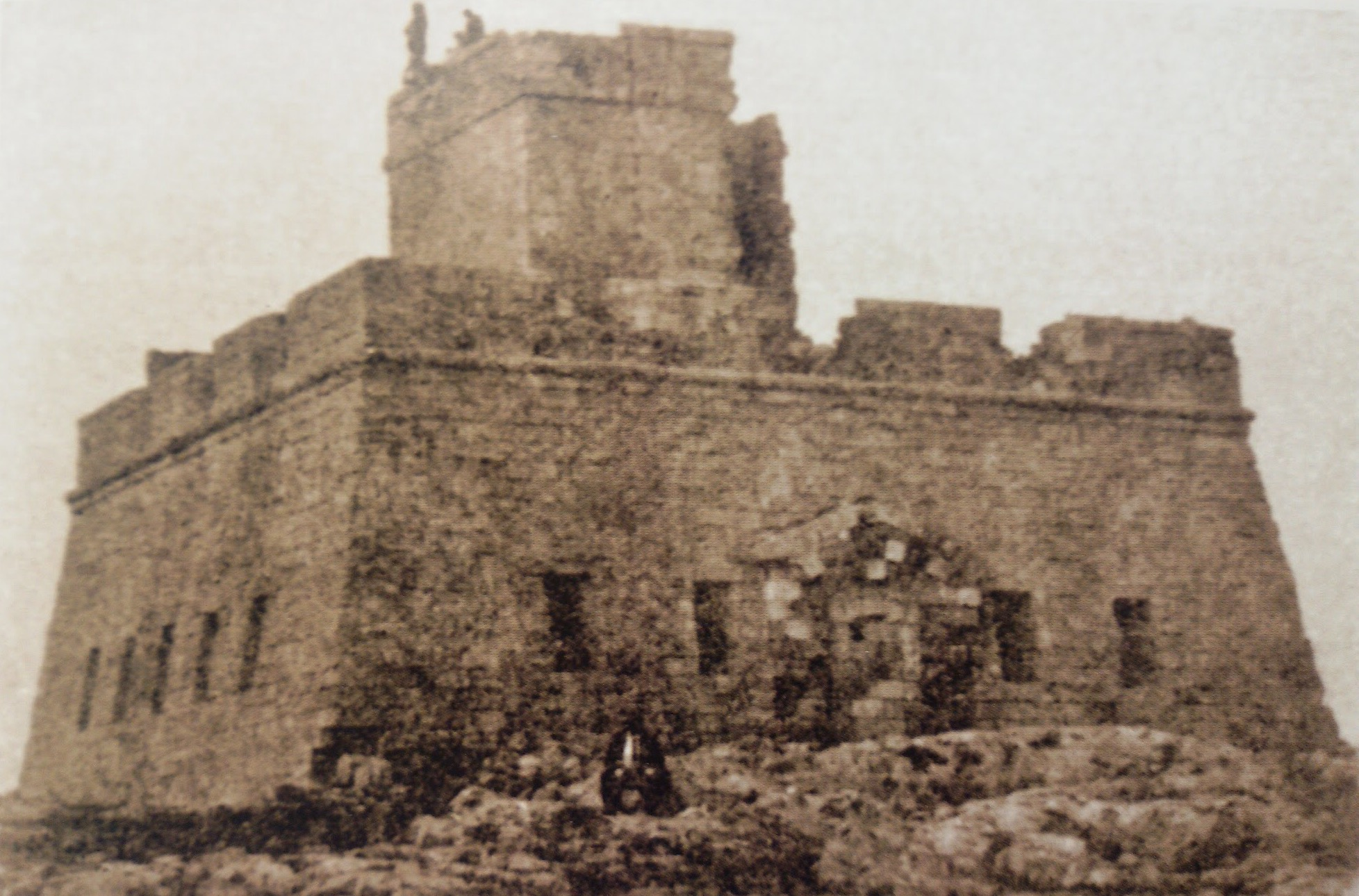
Marsalforn Tower (etwa 1910)

Der Marsalforn Tower war ein Wehrturm bei Marsalforn im Norden der maltesischen Insel Gozo. Er wurde 1616 als fünfter der Wignacourt Towers erbaut und stand bis um 1715.

## Bauweise
Im Unterschied zu den anderen unter der Herrschaft des Großmeisters Alof de Wignacourt errichteten Türmen fehlten bei diesem die verstärkten Ecklisenen, die das typische Erscheinungsbild der Wignacourt-Türme prägen. Auch der Grundriss folgte nicht dem bastionsähnlichen Plan der anderen Türme mit einem im flacheren Winkel ausgebildeten Untergeschoss. Dagegen war dieser Turm höher und schlanker ausgeführt als die übrigen Türme, sodass er die gesamte Nordküste Gozos überblickte und seine Signale die Cittadella von Rabat erreichten.
Der Turm war sehr nahe an die Steilküste gebaut, nach zeitgenössischen Berichten “quattordici palmi nell’angolo suo più estremo” – an der äußersten Stelle vierzig Handbreit (etwa 30 Meter) vor dem Abgrund.

## Geschichte
Wer die Errichtung des Turms finanzierte, wird aus den Archiven des Malteserordens nicht klar. In den Finanzberichten des Ordens fehlt jeder Hinweis auf Ausgaben für diesen Turm, auch eine detaillierte Liste von 1680 erwähnt ihn nicht. Bereits 1647 behauptete Francesco Arbela, Wignacourt habe diesen Turm aus eigenen Mitteln errichten lassen. Spiteri zieht hieraus den Schluss, dass die Finanzierung unabhängig vom Orden erfolgte und deshalb auch ein anderer Festungsbaumeister die Pläne entwarf, damit erklärt er auch die abweichende Bauweise. Erst 1704 wird der Marsalforn-Turm in einem Verzeichnis des Ordens aufgeführt. Mit einem Schreiben vom 6. Juli 1616 gibt Großmeister Wignacourt dem Gouverneur von Gozo die Fertigstellung des Turms bekannt und beauftragt ihn mit dessen Bewaffnung.
Bereits 1681 fand der Ordensbruder Ugo de Vavilliers den Turm verlassen vor, nachdem die Kante der Klippe abgestürzt war. Zwar wurde der Turm daraufhin wieder mit einer Besatzung versehen, doch nach dem Erdbeben von 1693 berichtete der Kastellan, dass das Bauwerk Schäden davongetragen hätte, und dass ein großer Riss in der Klippe bis unter das Fundament des Turms reichte. Der Festungsbauer Mederico Blondel, der als Gutachter dorthin beordert wurde, stellte zwar einige Risse in den Mauern fest, spielte diese in seinem Bericht jedoch herunter und behauptete, der Turm könnte noch ein weiteres Jahrhundert stehen. Doch 1701 war die Erosion der Klippe so weit vorangeschritten, dass der Turm ins Meer zu stürzen drohte. Die Gutachter des Ordens empfahlen daher, den Turm aufzugeben und landeinwärts einen neuen Turm zu errichten. Dennoch blieb die Verteidigungsanlage bis 1715 in Betrieb, als der französische Gesandte Philippe de Vendôme mit fünf Salutschüssen von dort empfangen wurde. Der französische Militärzeichner Philippe Nicolas Milcent hielt im selben Jahr Grundriss und Aufriss des Turms in genauen Plänen fest, so dass der Turm rekonstruiert werden kann. Kurz darauf ist das Bauwerk entweder abgestürzt oder es wurde abgetragen.